# 奉仕
奉仕（ほうし、英: ministration, service）は、報酬を求めず、また他の見返りを要求するでもなく、無私の労働を行うこと。また、商人が品物を安く売ることをいう。

## 概説
往々にしてその根拠となる土台には宗教的な信念や、宗教的な意味合いの神奉仕の形として、神ではないもののその代わりとしての、困難な場面におかれている隣人に手を差し伸べ、できる限りの援助を与えるというケースがある。その場合の隣人とは、同じ信仰、例えば、キリスト教の信仰を持つ信徒仲間に限られることもあるし、また十字架を背負わされてゴルゴダの丘に向かう途中のイエスの額の汗を拭ったナザレ人のように、同じ信仰を持たない人をも含めて言われることもある。
英語では service、ドイツ語では der Dienst というが、それぞれ、一般的な「勤め、業務」の他に、狭義で「神奉仕」の意味を持ち、隣人や困窮者への援助、奉仕がそのまま神奉仕につながるという意味合いで用いられる。キリスト教ではこのような考え方は、5-6世紀のヌルシアのベネディクトゥスの修道会会則以来、教えの中に入ってきたものといわれている。
カトリック教会の各修道院では、活発な活動の一つに奉仕がある（例：トラピスト修道院のオリジナルクッキー作り、映画『禁じられた遊び』や映画『サウンド・オブ・ミュージック』、映画『汚れなき悪戯』の中でも、修道士や修道女が社会に奉仕している姿が描写されている）。
青の洞門を掘った禅海や、土木事業や道路整備を行った鉄門海や行基のように、神道や仏教などでも宗教的な使命感、信仰の証としての奉仕の活動が行われている。これらの社会奉仕は修行の一種と捉えられており、その動機については『梵網経』の教えが根底にあると言われるが、五来重は、これらの事業は周辺の人々の助力無しでは成し遂げられないものであり、そこには庶民の罪業意識と滅罪の論理が働いていると述べている。
現代でも、信徒が団体を組んで総本山や総本社などの清掃奉仕に出かけることを「ご奉仕」という呼び方をすることがある。また皇居の掃除等を行う皇居勤労奉仕も存在する。早稲田奉仕園、赤十字奉仕団、日本キリスト教海外医療協力会など、奉仕の活動をする団体、協会などには、こうした宗教的な背景を持つものは少なくない。